# 蔡殿魁
蔡殿魁（1848年—1919年），原名德文，字燮章，又字辅卿，号辅廷，榜名殿魁。浙江台州章安杜桥西岙当洋人，后遷居章安。清朝將領。
同治十年（1871年）武會試中式，因弓力不符，罰停殿試一科。同治十三年（1874年）補殿試位列榜尾。授闽浙总理塘务。升守备，降补宁波千总。誥封闽浙武都尉。光绪二十三年（1897年）曾與附贡生王谟調解金溪与马宅两村两族斗殴。
蔡殿魁葬於章安范岙。故居至今尚存，位於章安街桥东蔡家里。